# Edmund Percival Hillary
Sir Edmund Percival Hillary, novozelandski plezalec, raziskovalec, veleposlanik in filantrop, * 20. julij 1919, Auckland, Nova Zelandija (Severni otok), † 11. januar 2008, Auckland.
Najbolj je poznan po tem, da sta skupaj s Šerpo Tenzingom Norgayem kot prva 29. maja 1953 stopila na vrh Everesta.

## Zgodnje življenje
Njegovi predniki so se na Novo Zelandijo preselili iz grofije Yorkshire, Anglija. Po povratku očeta iz Gallipolija se je družina leta 1920 preselila v bližnji Tuakau, kjer je odrastel. Pri šestnajstih letih je njegovo zanimanje za alpinizem zanetil šolski izlet na Ruapehu (2797 m). Odkril je, da je močnejši in vzdržljivejši od mnogih vrstnikov. Z bratom sta se začela ukvarjati s čebelarstvom preko poletja, tako da je imel zime proste za plezanje.
Med drugo svetovno vojno je bil navigator pri novozelandskem vojnem letalstvu. Leta 1945 je v nesreči na Fidžiju dobil opekline, zato se je vrnil domov.

## Plezalna kariera
Sprva je plezal po novozelandskih Južnih alpah in osvojil Ollivier (1933 m) in Aoraki / Mount Cook (3754 m). Leta 1951 se je udeležil Shiptonove britanske ogledne odprave na Mount Everest, leta 1952 sta v navezi z Georgom Lowejem poskušala osvojiti Čo Oju (8201 m).
Leta 1953 se je pridružil zelo številčni britanski odpravi na Everest. Erica Shiptona, vodjo prejšnjih odprav, je zamenjal John Hunt. Sprva je Hillary nameraval plezati v navezi s prijateljem Georgom Lowejom, vendar ju je Hunt kot izkušena ledna plezalca razdelil v dve navezi, zato je za partnerja izbral Šerpo Tenzinga Norgaja. Naveza 196 cm visokega, močnega in tehnično dobro podkovanega Hillaryja z izkušenim Šerpo, ki je že dvakrat plezal nad Južnim sedlom in prišel do višine ~8600 m, je bila uspešna, vrh sta osvojila 29. ma]a 1953.
V naslednjih himalajskih odpravah v letih 1956, 1960–1961 in 1963–1965 je stopil še na vrhove 10 gora. Kot član Transantarktične odprave britanske zveze držav je 4. januarja 1958 stopil tudi na južni tečaj, leta 1985 je z Neilom Armstrongom z letalom pristal še na severnem tečaju in postal prvi človek, ki je stal na obeh polih in na Everestu.

## Družina
Poročil se je nekaj mesecev po vrnitvi z Everesta in dobil tri otroke. Leta 1975 so žena in obe hčerki umrli v letalski nesreči blizu Katmanduja v Nepalu, kjer je takrat sodeloval pri gradnji bolnišnice. Znova se je poročil leta 1989.
Preživeli sin Peter je tudi sam postal plezalec in osvojil Everest leta 1990, leta 2002 pa je ob 50. obletnici prvega vzpona še enkrat splezal na vrh, tokrat z Džamlingom Tenzingom Norgayem, Tenzingovim sinom.

## Priznanja
Prejel je številna priznanja doma in v tujini. 16. julija 1953 je postal vitez poveljnik reda Britanskega imperija (Knight Commander of the Order of the British Empire), leta 1978 član reda Nove Zelandije (Order of New Zealand) in 23. aprila 1995 vitez reda hlačne podveze. Bil je prvi tujec, ki je prejel nepalsko častno državljanstvo. Po njem so poimenovane šole, ulice, letališče Tenzing-Hillary, asteroid 3130 Hillary in ~15 m visoka Hillaryjeva stopnja, najzahtevnejši del vzpona tik pod vrhom Everesta. Je ena izmed zelo redkih oseb, ki niso voditelji držav ali kronane glave, ki so bili že za življenja upodobljeni na bankovcu (za 5 novozelandskih dolarjev). Zaradi svoje vedno razmršene frizure in odrezavih izjav je bil izredno priljubljen.

## Filantropija
Ustanovil je Himalajski sklad (Himalayan Trust), ki je v revnih predelih Himalaje gradil šole in bolnišnice, sodeloval je tudi pri drugih humanitarnih in okoljevarstvenih projektih. To je označil za svoj najpomembnejši življenjski dosežek. Bil je tudi veleposlanik v Nepalu, Indiji in v Bangladešu. Umrl je v starosti 88 let zaradi odpovedi srca.